# Haití en los Juegos Olímpicos de Atlanta 1996
Haití estuvo representado en los Juegos Olímpicos de Atlanta 1996 por siete deportistas masculinos que compitieron en cuatro deportes.
El portador de la bandera en la ceremonia de apertura fue el yudoca Adler Volmar. El equipo olímpico haitiano no obtuvo ninguna medalla en estos Juegos.